# Данкмарсгаузен
Данкмарсгаузен (нім. Dankmarshausen) — громада в Німеччині, розташована в землі Тюрингія. Входить до складу району Вартбург. Складова частина об'єднання громад Берка/Верра.
Площа — 11,19 км2. Населення становить Невірний параметр metadata 16 063 014 ос. (станом на 31 грудня 2021).

## Галерея

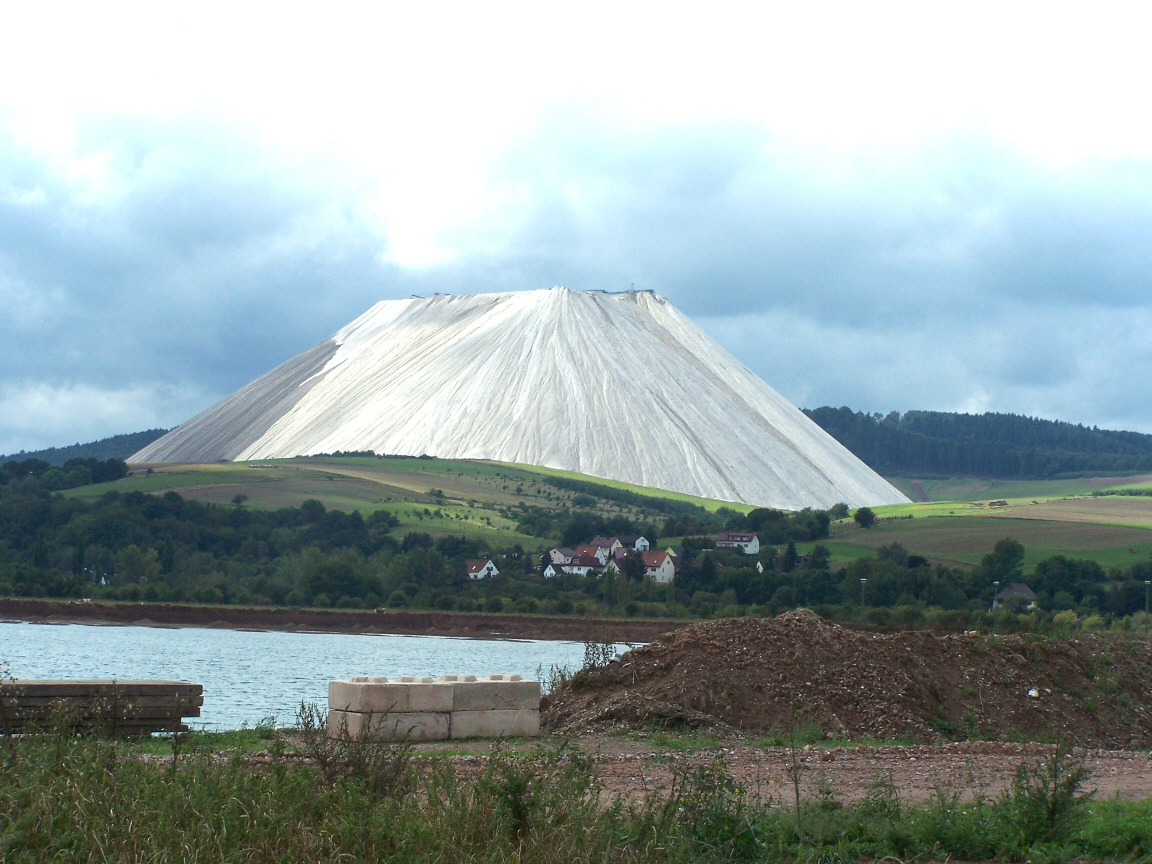
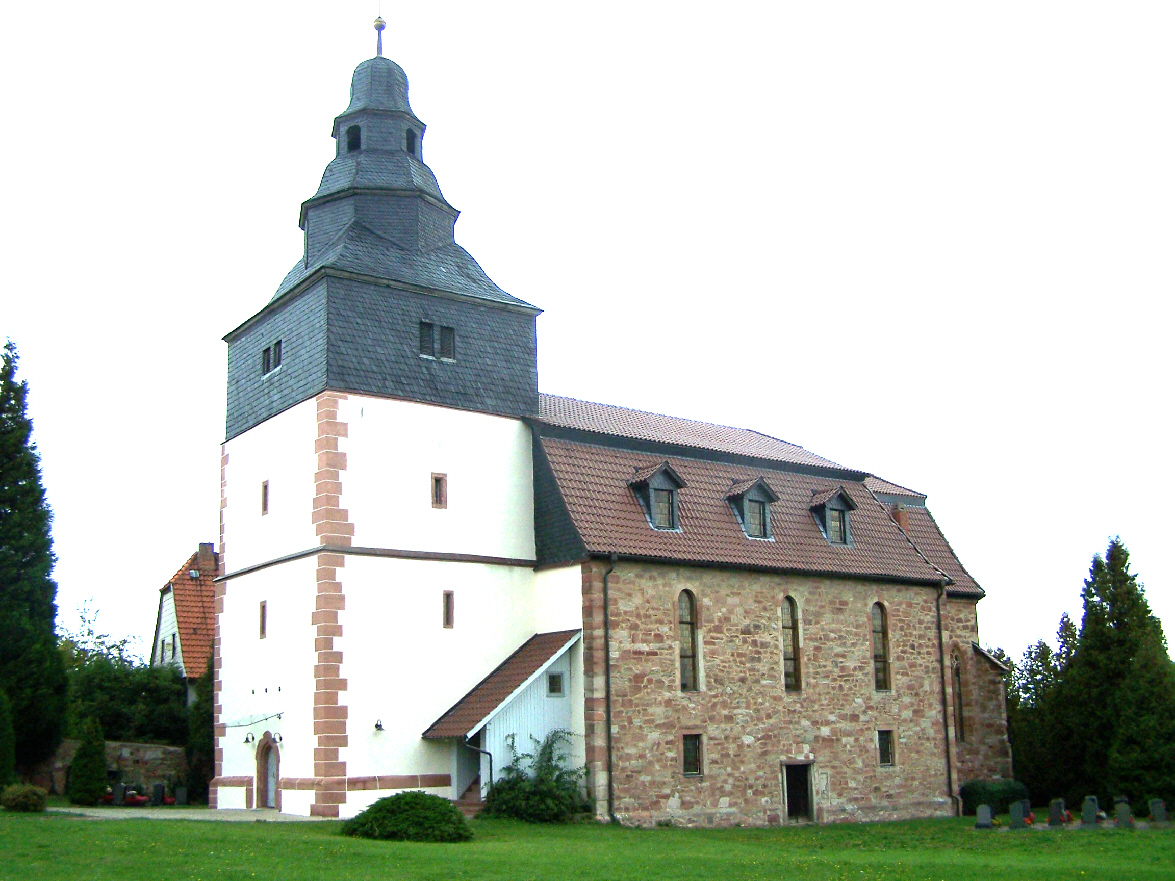
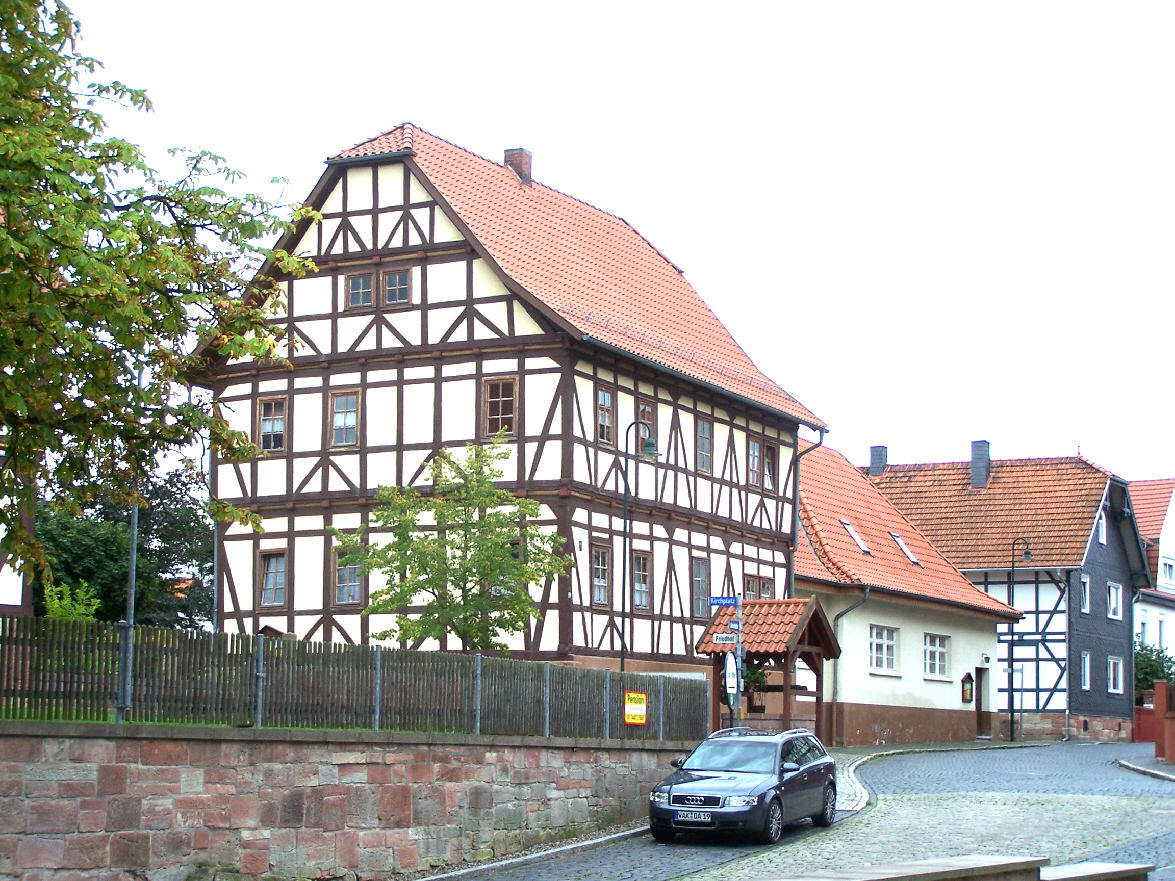
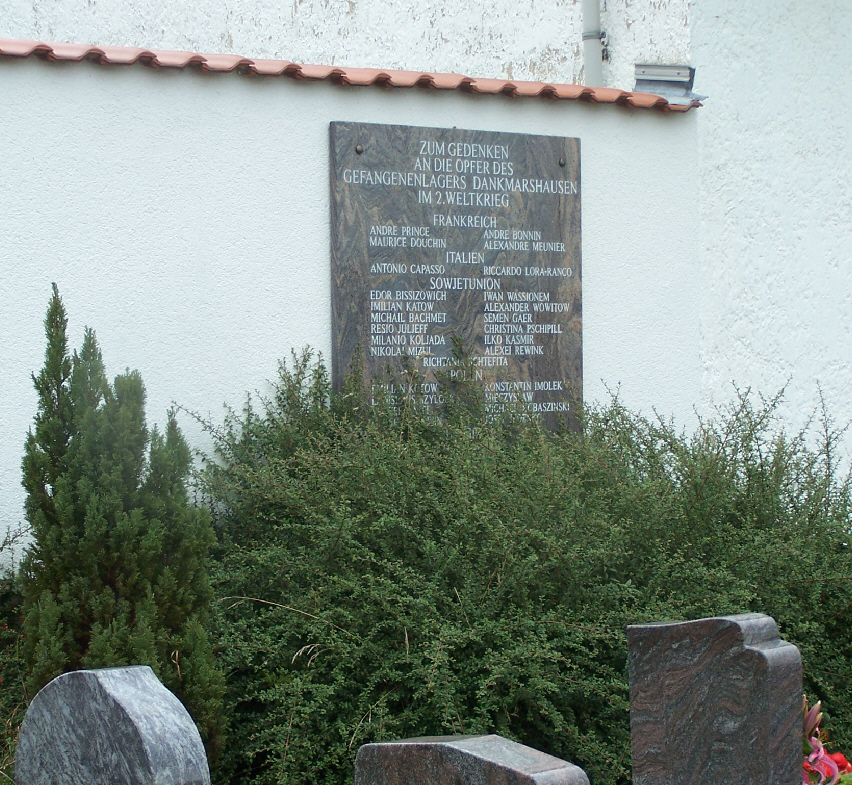